# CentraleSupélec
Fundada el 2015, CentraleSupélec, és una Grande école d'enginyeria de França, fusió de l'École Centrale de Paris i de l'École supérieure d'électricité. Està situada a Gif-sur-Yvette, França: Campus Universitat París-Saclay.
CentraleSupélec és un establiment públic d'ensenyament superior i recerca tècnica.
L'Escola lliura :
- el diploma d'enginyer de CentraleSupélec (Màster Ingénieur CentraleSupélec)
- el diploma Màster recerca i de doctorat
- el Mastère spécialisé
- MOOC.[3]

## Admissió i escolaritat
L'ingrés a CentraleSupélec s'efectua per 
- concurs Centrale-Supélec (estudiants francesos)
- xarxa (Top Industrial Managers for Europe) (estudiants Europe)
- programa europeu ERASMUS (estudiants Europe).

La majoria dels estudiants francesos són admesos després de dos o tres anys de classes preparatòries. Aquests dos anys equivalen als dos primers anys d'estudis universitaris, en els quals s'estudia a fons sobretot Matemàtiques i Física.
A més a més, un nombre important d'estudiants prové de les millors universitats internacionals que pertanyén a la xarxa TIME (Top Industrial Managers for Europe).
Des de l'octubre de 2023, l'escola és soci d'IPSA per a dobles graus en aeroespacial.